# 晴和病院
公益財団法人 神経研究所附属晴和病院（しんけいけんきゅうじょふぞくせいわびょういん）は、東京都新宿区にある医療機関である。公益財団法人神経研究所が運営する精神科単科の精神科病院で、精神疾患のうつ病と不安障害を得意とする。

## 診療科
- 精神科
- 心療内科

## 沿革・特徴
1951年に東京大学医学部教授の内村祐之が開設する。法人は2月1日、病院は11月21日それぞれを開設日として、先進諸国の精神科病床を基準に開放病棟のみを設置した明るい病院として開設した。1965年10月に新病棟が完成した。病棟はすべて開放病棟、病床はすべて精神病床である。建て替えのために2020年5月28日から休院するが、その間は小石川東京病院で診療を継続していた。2025年4月1日に建て替え工事が完了し、診療を再開した。

## デイケアの試み
デイケアに復職支援プログラムのリワークを取り入れている。当院のほかに東京都で中部総合精神保健福祉センターなどが実施している。

## 医療機関の指定等
- 保険医療機関
- 指定自立支援医療機関（精神通院医療）

その他（労災保険・生活保護は対象外）

## 交通アクセス
- 都営地下鉄大江戸線牛込柳町駅より徒歩5分。
- 東京メトロ東西線早稲田駅・神楽坂駅よりそれぞれ徒歩10分。
- 都営バス白61系統で牛込弁天町下車、徒歩1分。
- 都営バス橋63系統・飯62系統で牛込柳町駅前下車、徒歩5分。